# Kenneth F. Smith
Kenneth F. Smith ist ein Spezialist für visuelle Effekte. Für seine Arbeit wurde er zweimal mit dem Oscar ausgezeichnet.

## Leben
Kenneth F. Smith war seit Anfang der 1980er Jahre in technischen Funktionen an größeren Filmproduktionen beteiligt. Zuerst wirkte er 1980 als Operator der optischen Printer im Team für Miniaturen und optische Effekte bei der Produktion der Space Opera Das Imperium schlägt zurück. Danach war Smith als Operator der optischen Printer bei Industrial Light & Magic an zahlreichen weiteren Science-Fiction-, Action- und Fantasy-Filmen der 1980er und 1990er Jahre beschäftigt. Ab Mitte der 1990er Jahre spezialisierte er sich zunehmend auf das Color Timing der Filme. Wiederholt arbeitete Smith an Filmen der Regisseure Steven Spielberg, Robert Zemeckis, John Carpenter und Martin Scorsese mit. Sein Schaffen umfasst über 60 Filmproduktionen.
Smith wurde zweimal mit dem Oscar für die besten visuellen Effekte ausgezeichnet; 1983 für E.T. – Der Außerirdische und 1988 für Die Reise ins Ich.

## Filmografie
- 1980: Das Imperium schlägt zurück (The Empire Strikes Back)
- 1981: Jäger des verlorenen Schatzes (Raiders of the Lost Ark)
- 1981: Der Drachentöter (Dragonslayer)
- 1982: E.T. – Der Außerirdische (E.T. the Extra-Terrestrial)
- 1982: Star Trek II: Der Zorn des Khan (Star Trek II: The Wrath of Khan)
- 1983: Die Rückkehr der Jedi-Ritter (Return of the Jedi)
- 1984: Star Trek III: Auf der Suche nach Mr. Spock (Star Trek III: The Search for Spock)
- 1984: Starman
- 1985: Die Goonies (The Goonies)
- 1985: Cocoon
- 1985: Zurück in die Zukunft (Back to the Future)
- 1985: Das Geheimnis des verborgenen Tempels (Young Sherlock Holmes)
- 1986: Howard – Ein tierischer Held (Howard the Duck)
- 1987: Die Reise ins Ich (Innerspace)
- 1988: Willow
- 1988: Falsches Spiel mit Roger Rabbit (Who Framed Roger Rabbit)
- 1989: Indiana Jones und der letzte Kreuzzug (Indiana Jones and the Last Crusade)
- 1989: Ghostbusters II
- 1989: Zurück in die Zukunft II (Back to the Future Part II)
- 1990: Jagd auf Roter Oktober (The Hunt for Red October)
- 1990: Zurück in die Zukunft III (Back to the Future Part III)
- 1990: Ghost – Nachricht von Sam (Ghost)
- 1991: Hudson Hawk – Der Meisterdieb (Hudson Hawk)
- 1991: Rocketeer (The Rocketeer)
- 1991: Star Trek VI: Das unentdeckte Land (Star Trek VI: The Undiscovered Country)
- 1991: Hook
- 1992: Jagd auf einen Unsichtbaren (Memoirs of an Invisible Man)
- 1992: Der Tod steht ihr gut (Death Becomes Her)
- 1993: Meteor Man (The Meteor Man)
- 1994: Wolf – Das Tier im Manne (Wolf)
- 1994: Die Maske (The Mask)
- 1994: Die Mächte des Wahnsinns (In the Mouth of Madness)
- 1995: Congo
- 1996: Twister
- 1996: Special Effects: Anything Can Happen (Kurzfilm)
- 1996: 101 Dalmatiner (101 Dalmatians)
- 1996: Star Trek: Der erste Kontakt (Star Trek: First Contact)
- 1996: Daylight
- 1997: Vergessene Welt: Jurassic Park (The Lost World: Jurassic Park)
- 1997: Speed 2 (Speed 2: Cruise Control)
- 1997: Harry außer sich (Deconstructing Harry)
- 1997: Titanic
- 1997: Amistad
- 1998: Octalus – Der Tod aus der Tiefe (Deep Rising)
- 1998: Das Mercury Puzzle (Mercury Rising)
- 1998: Deep Impact
- 1998: Der Soldat James Ryan (Saving Private Ryan)
- 1999: Die Mumie (The Mummy)
- 1999: Star Wars: Episode I – Die dunkle Bedrohung (Star Wars: Episode I – The Phantom Menace)
- 1999: Bringing Out the Dead – Nächte der Erinnerung (Bringing Out the Dead)
- 1999: The Green Mile
- 1999: Galaxy Quest – Planlos durchs Weltall (Galaxy Quest)
- 2000: Der Sturm (The Perfect Storm)
- 2001: Planet der Affen (Planet of the Apes)
- 2001: Harry Potter und der Stein der Weisen (Harry Potter and the Philosopher’s Stone)
- 2002: The Time Machine
- 2002: Minority Report
- 2002: Signs – Zeichen (Signs)
- 2002: Harry Potter und die Kammer des Schreckens (Harry Potter and the Chamber of Secrets)
- 2002: Gangs of New York
- 2003: Fluch der Karibik (Pirates of the Caribbean: The Curse of the Black Pearl)

## Auszeichnungen
- 1983: Oscar für die besten visuellen Effekte für E.T. – Der Außerirdische, gemeinsam mit Carlo Rambaldi und Dennis Muren[1]
- 1988: Oscar für die besten visuellen Effekte für Die Reise ins Ich, gemeinsam mit Bill George, Dennis Muren und Harley Jessup[2]
- 1988: Nominierung für den Saturn Award für die besten Spezialeffekte für Die Reise ins Ich, gemeinsam mit Bill George, Dennis Muren und Harley Jessup